# Karnet TIR
Karnet TIR – dokument systemu TIR, który spełnia rolę dokumentu gwarancyjnego i celnego, pod osłoną którego może być realizowana procedura TIR.
Konwencja TIR jest jednym z najbardziej efektywnych międzynarodowych instrumentów przygotowanych pod auspicjami Europejskiej Komisji Gospodarczej Narodów Zjednoczonych. Operacje TIR można realizować w 58 krajach.
Karnety TIR drukowane są w Genewie i stanowią własność IRU (Międzynarodowej Unii Transportu Drogowego). Wykonane są ze specjalnego papieru i posiadają szereg zabezpieczeń w celu uniknięcia funkcjonowania w obiegu karnetów fałszywych. Każdy posiada indywidualny numer, kod kreskowy, znak wodny.
Posiadacze karnetu TIR mogą korzystać z ułatwień w międzynarodowym transporcie towarów. Oznacza to, że w przejściowych, czyli granicznych urzędach celnych nie są pobierane przez władze celne żadne dodatkowe zabezpieczenia czy gwarancje na poczet ewentualnych należności celno-podatkowych pojawiających się przy wprowadzaniu towaru na dany obszar celny.
Ponadto zasadą jest, że zamknięcia celne nałożone w wyjściowym urzędzie celnym, akceptowane są przez władze celne kolejnych krajów, a więc pojazd drogowy przejeżdża przez przejściowe (graniczne) urzędy w zasadzie bez kontroli ładunku.
Każdy karnet TIR ma określony nieprzekraczalny termin ważności od daty wydania karnetu posiadaczowi. Oznacza to, że najpóźniej tego dnia można otworzyć karnet w wyjściowym urzędzie celnym. Taki karnet pozostaje ważny do czasu zakończenia podróży i zamknięcia procedury TIR w docelowym urzędzie celnym.
Karnety, którym upłynął termin ważności i nie zostały otwarte w terminie, stają się dokumentami nieważnymi i nie można ich wykorzystać.
Na podstawie karnetu TIR odprawa celna dokonywana jest dwa razy: u nadawcy oraz w kraju przeznaczenia (albo na granicy, albo u ostatecznego odbiorcy).
Karnet upoważnia tylko do jednej danej jazdy. Posiadacz karnetu TIR jest odpowiedzialny za zgłoszenie towarów do odprawy władzom celnym docelowym, jak również za uiszczenie wszelkich należności, opłat i kar związanych z ładunkiem w przypadku, gdy karnet TIR nie został prawidłowo zwolniony.
Karnety TIR wydawane są w Polsce wyłącznie przez Zrzeszenie Międzynarodowych Przewoźników Drogowych w Polsce (ZMPD).